# Saquisilí
Saquisilí ist eine Kleinstadt und die einzige Parroquia urbana im Kanton Saquisilí der ecuadorianischen Provinz Cotopaxi. Die Parroquia besitzt eine Fläche von 40,17 km². Beim Zensus 2010 betrug die Einwohnerzahl der Parroquia 13.404. Davon lebten 7205 Einwohner im urbanen Bereich von Saquisilí.

## Lage
Die Parroquia Saquisilí liegt am Westrand des Andenhochtals von Zentral-Ecuador. Der Río Pumacunchi, ein rechter Nebenfluss des Río Cutuchi, begrenzt das Areal im Nordosten.
Die Parroquia Saquisilí grenzt im Norden an die Parroquia Canchagua, im Osten an die Parroquias Guaytacama (Kanton Latacunga) und Chantilín, im Süden an die Parroquia Poaló (Kanton Latacunga) sowie im Westen an die Parroquia Cochapamba.

## Geschichte
Am 18. Oktober 1943 wurde der Kanton Saquisilí gegründet und Saquisilí wurde eine Parroquia urbana und Sitz der Kantonsverwaltung.